# Braune Regenbogenboa
Die Braune Regenbogenboa (Epicrates maurus) ist eine Art der Schlankboas (Epicrates), die im nördlichen Südamerika und südlichen Zentralamerika verbreitet ist.

## Forschungsgeschichte
John Edward Gray verwendete in seiner Erstbeschreibung 1849 bereits die Bezeichnung Epicrates maurus. Er wertete das einzelne, in Alkohol konservierte Exemplar aus Venezuela, das ihm zur Verfügung stand, als eigenständige Art neben Epicrates cenchria und Epicrates angulifer. George Albert Boulenger verwarf 1893 die neue Art und synonymisierte sie mit Epicrates cenchria. Olive Griffith Stull widersprach 1935 beiden Einschätzungen und sah in Epicrates maurus eine gültige Unterart von Epicrates cenchria (Epicrates cenchria maurus). Im weiteren Verlauf wurde das Taxon von verschiedenen Autoren wechselweise als eigenständige Art oder als Unterart von Epicrates cenchria gewertet.
Bis zum Ende des 20. Jahrhunderts hatten sich innerhalb der Art Epicrates cenchria, neben Epicrates cenchria maurus, noch acht weitere Unterarten etabliert, die gemeinsam als Epicrates cenchria-Komplex bezeichnet wurden. Eine Revision des Komplexes führte 2008 unter anderem auch zu Bestätigung von Epicrates maurus als gültige eigenständige Art.

## Merkmale
Die Braune Regenbogenboa kann knapp 1,50 Meter lang werden. Das größte gemessene Exemplar wies eine Kopf-Rumpf-Länge von 1,280 m und eine Schwanzlänge von 0,161 m auf.
Färbung und Zeichnung wechseln im Laufe der Ontogenese. Jungtiere weisen dorsal eine gelbe bis hellbraune und ventral eine grauweiße Grundfärbung auf. Die Rückenfärbung wird am Kopf durch drei dunkelbraune Längsstreifen in der Form eines Dreizacks unterbrochen. Ein weiterer dunkelbrauner Längsstreifen erstreckt sich seitlich von der Schnauze bis über die Augen und verbindet sich posterior mit den lateralen Streifen des Dreizacks. Der Körper trägt dorsal 48–59 dunkelbraune Ringe, die anterior miteinander verbunden sein können. Lateral zeigen sich unregelmäßige, augenförmige Flecken, häufig mit einem schmalen weißen Rand, die sich anterior zu einem Längsstreifen vereinigen, der in etwa bis zur Körpermitte reicht. Unterhalb dieses Längsstreifens oder der Längsreihe an Augenflecken befindet sich eine weitere Reihe an rundlichen, dunkelbraunen Flecken.
Adulte Tiere sind dagegen einheitlich braun gefärbt und die dunklen Zeichnungen sind weitgehend verblasst.

## Verbreitung und Habitat
Das Verbreitungsgebiet der Braunen Regenbogenboa umfasst den Süden Zentralamerikas und den Norden Südamerikas. Es reicht von Nicaragua im Norden über Costa Rica und Panama nach Kolumbien, Venezuela, Guyana, Suriname und Französisch-Guayana bis in den Norden Brasiliens. Weitere Populationen finden sich zudem auf den Inseln von Trinidad und Tobago.
Im Gegensatz zu Regenbogenboa (Epicrates cenchria), welche die tropischen Regenwälder bewohnt, bevorzugt die Braune Regenbogenboa Savannen und Trockenwälder. In Übergangsgebieten können beide Arten syntopisch vorkommen. Die Braune Regenbogenboa ist in der Lage sich gut an stark anthropogen überprägte Habitate anzupassen und ist auch auf Weiden, in Gärten und Plantagen oder auf Müllhalden zu finden.

## Lebensweise
Braune Regenbogenboas pflegen eine terrestrische („bodenbewohnende“) bis semi-arboreale („halb-baumbewohnende“) Lebensweise und sind nachtaktiv. Sie sind ungiftig und töten ihre Beute durch Umschlingen. Über die Ernährungsweise ist ansonsten nur wenig bekannt. Vermutet wird ein Beutespektrum analog zu anderen Vertretern der Gattung Epicrates mit sowohl wechselwarmen als auch gleichwarmen Wirbeltieren, wie Eidechsen, Vögeln oder kleinen Säugetieren. Die wenigen Feldbeobachtungen dokumentieren einen Vertreter der Zuckermäuse (Zygodontomys brevicauda) und eine Große Sackflügelfledermaus (Saccopteryx bilineata) als Beutetiere.

### Fortpflanzung
Braune Regenbogenboas sind, wie die meisten Vertreter der Boas, ovovivipar und bringen lebende Junge zur Welt. Unentwickelte Eier und Totgeburten werden nach der Geburt häufig vom Muttertier gefressen. Fakultative automiktische Parthenogenese ist in einem Fall eines in Gefangenschaft geborenen, weiblichen Individuums belegt, das nie Kontakt mit einem männlichen Artgenossen hatte.

## Status
Die IUCN führt die Braune Regenbogenboa in ihrer Roten Liste als „nicht gefährdet“ („Least Concern“; Stand 2015). Als Gründe für die Einstufung werden das große Verbreitungsgebiet, offensichtlich stabile Populationszahlen, Vorkommen in mehreren Schutzgebieten, die Fähigkeit zur Anpassung an anthropogen überprägte Habitate und das Fehlen eines konkreten Bedrohungsbildes angeführt.